# ユッス
ユッス（朝: 육수、肉水）は、朝鮮料理において肉や骨を煮込んだスープ。またはそれをベースとする出汁 。
日本では主に冷麺で使われるが他の料理でも使われる。